# ۹ دولت شهر سغد

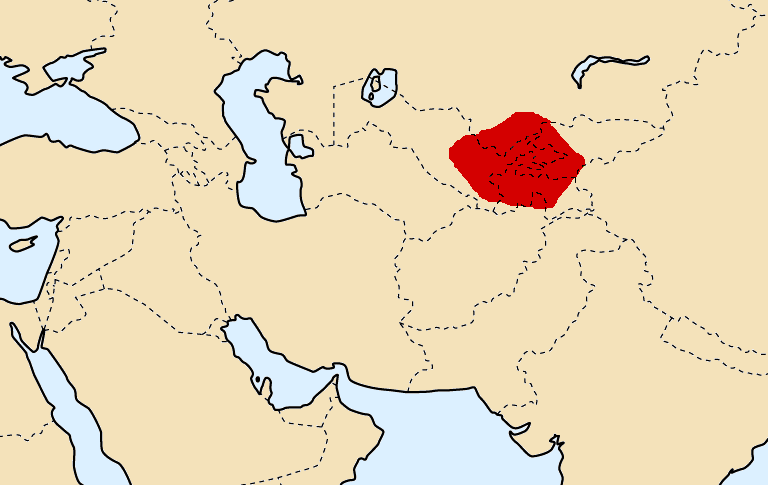
نقشه سغد

۹ دولت شهر سغد (昭武九姓 zhāowǔ jiǔxìng)، شوبوکیوسی،(به ژاپنی: 昭武九姓 しょうぶきゅうせい)، به ۹ واحه دولت شهر (粟特) در سغد در دوره‌های دودمان‌های شمالی و جنوبی (۴۲۰–۵۸۹)، دودمان سوئی (۵۸۱–۶۱۸) و دودمان تانگ (۶۱۸–۹۰۷). این نه دودمان را «نه دودمان هو (مردم)» (九姓胡 jiǔ xìng hú) نیز می‌نامیدند.
این ۹ دولت شهر بر اساس تاریخ تانگ جدید عبارت بودند از: سمرقند (康国)، آنگوئو یا بخارا (安国)، کابودان (曹国)، تاشکند (石国)، مایمروگ (米国 Maymurgh) zh:米国 (昭武九姓)، کوشانی (何国)، نامشخص (火尋国)، نامشخص (戊地国) و شهر سبز (史国)